# Drosophila serido
Drosophila serido är en tvåvingeart som beskrevs av Vilela och Sene 1977.

## Taxonomi och släktskap
Drosophila serido ingår i släktet Drosophila och familjen daggflugor.
I laboratoriemiljö kan D. serido hybridisera med arten Drosophila koepferae, bland avkomman är honorna fertila men hannarna är sterila. Det är dock inte troligt att någon hybridisering sker i det vilda.

## Utbredning
Artens utbredningsområde är Argentina, Brasilien och Paraguay.